# Nyctimystes montanus
Espèce
Synonymes
- Hyla montana Peters & Doria, 1878
- Nyctimystes montana (Peters & Doria, 1878)
- Litoria montana (Peters & Doria, 1878)

Statut de conservation UICN

 DD  : Données insuffisantes
Nyctimystes montanus est une espèce d'amphibiens de la famille des Pelodryadidae.

## Répartition
Cette espèce est endémique de Nouvelle-Guinée occidentale en Indonésie. Elle se rencontre dans les monts Arfak dans la péninsule de Doberai dans la province de Papouasie occidentale,.

## Description
Le mâle holotype mesure 62 mm.

## Publication originale
- Peters & Doria, 1878 : Catalogo dei rettili e dei batraci raccolti da O. Beccari, L.M. DAlbertis e A.A. Bruijn nella sotto-regione Austro-Malese. Annali del Museo Civico di Storia Naturale di Genova, sér. 1, vol. 13, p. 323-450 (texte intégral).